# Lindenstraße 27 (Frankfurt am Main)

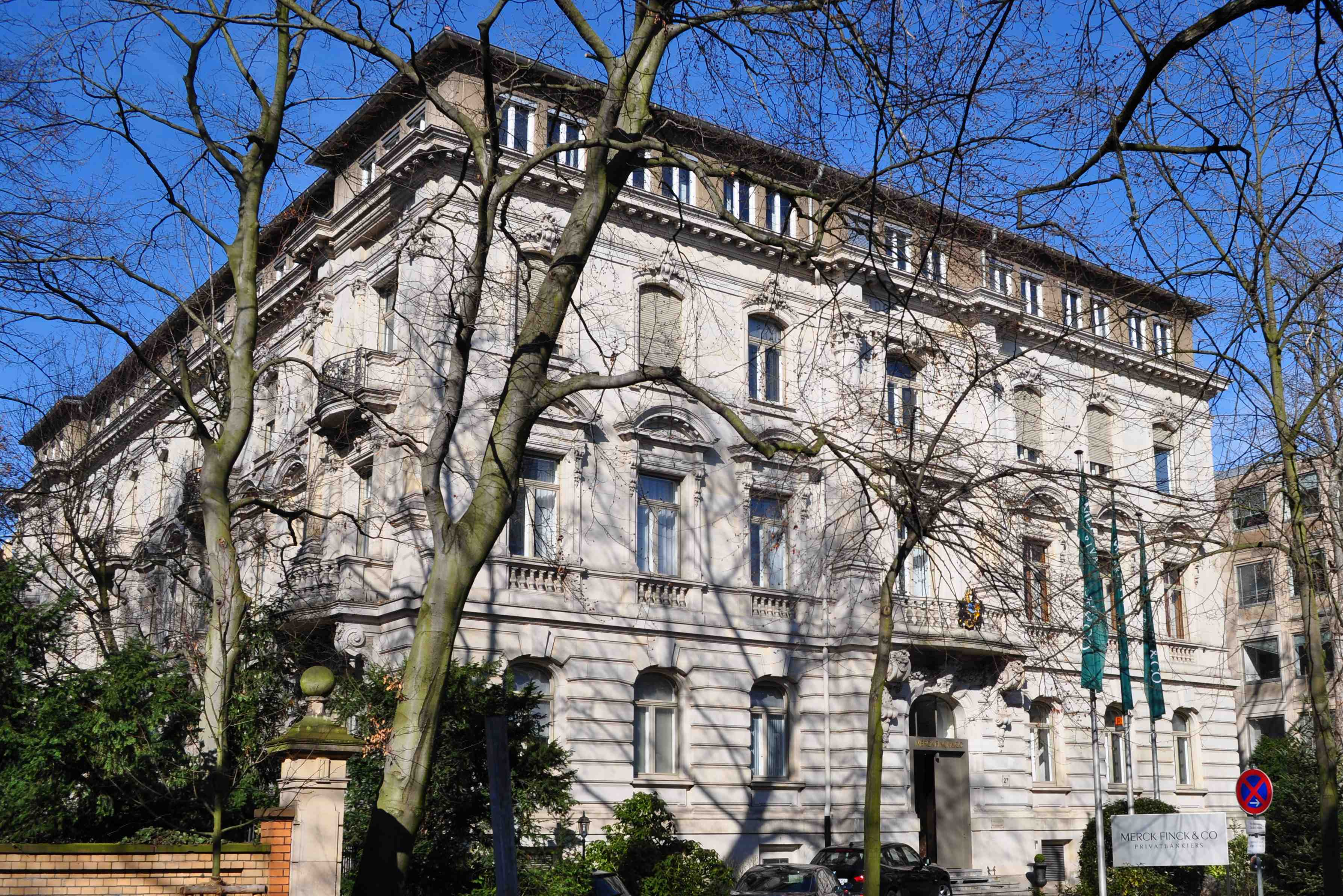
Ostfassade mit Haupteingang an der Lindenstraße

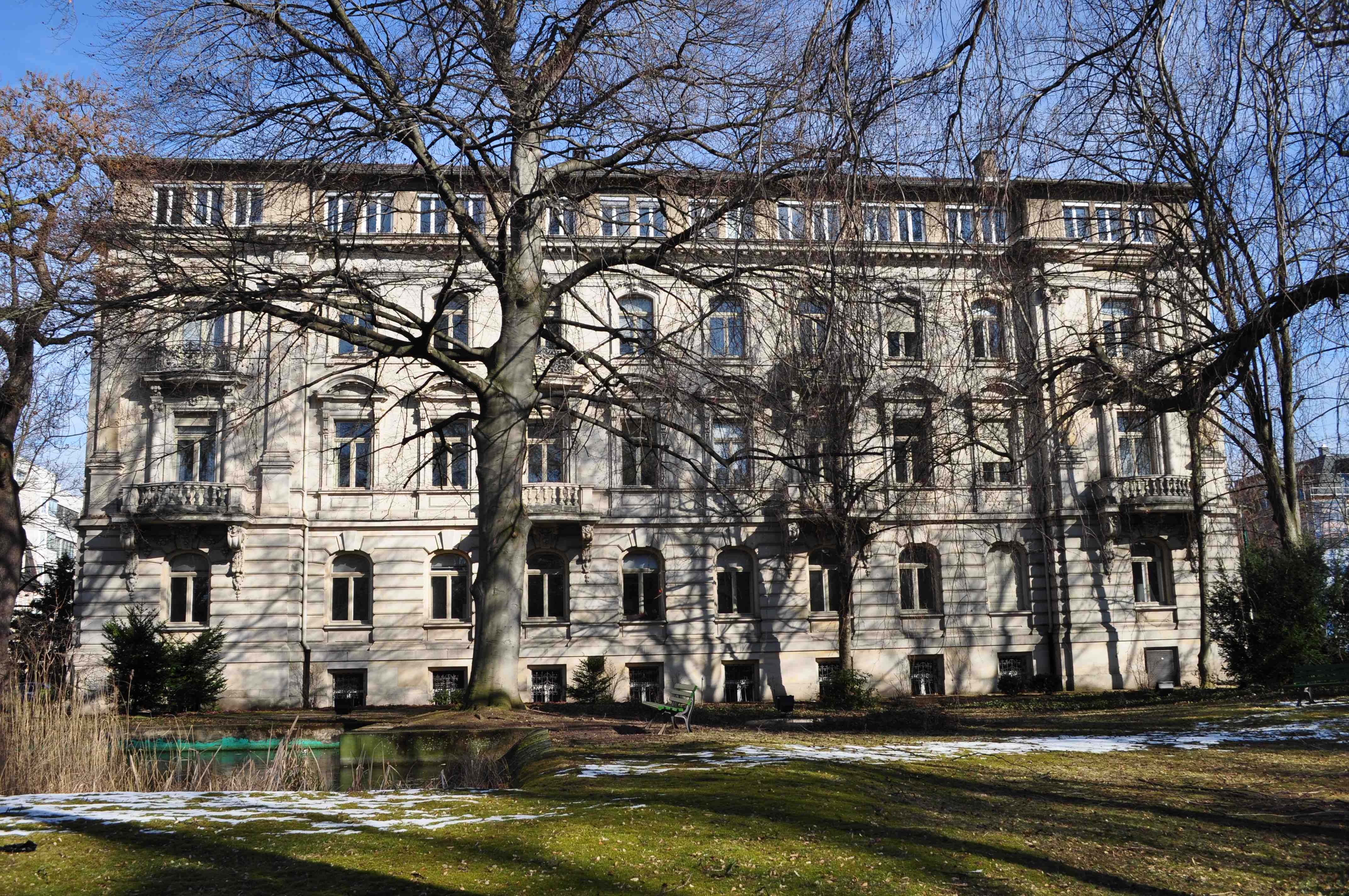
Südfassade mit Garten

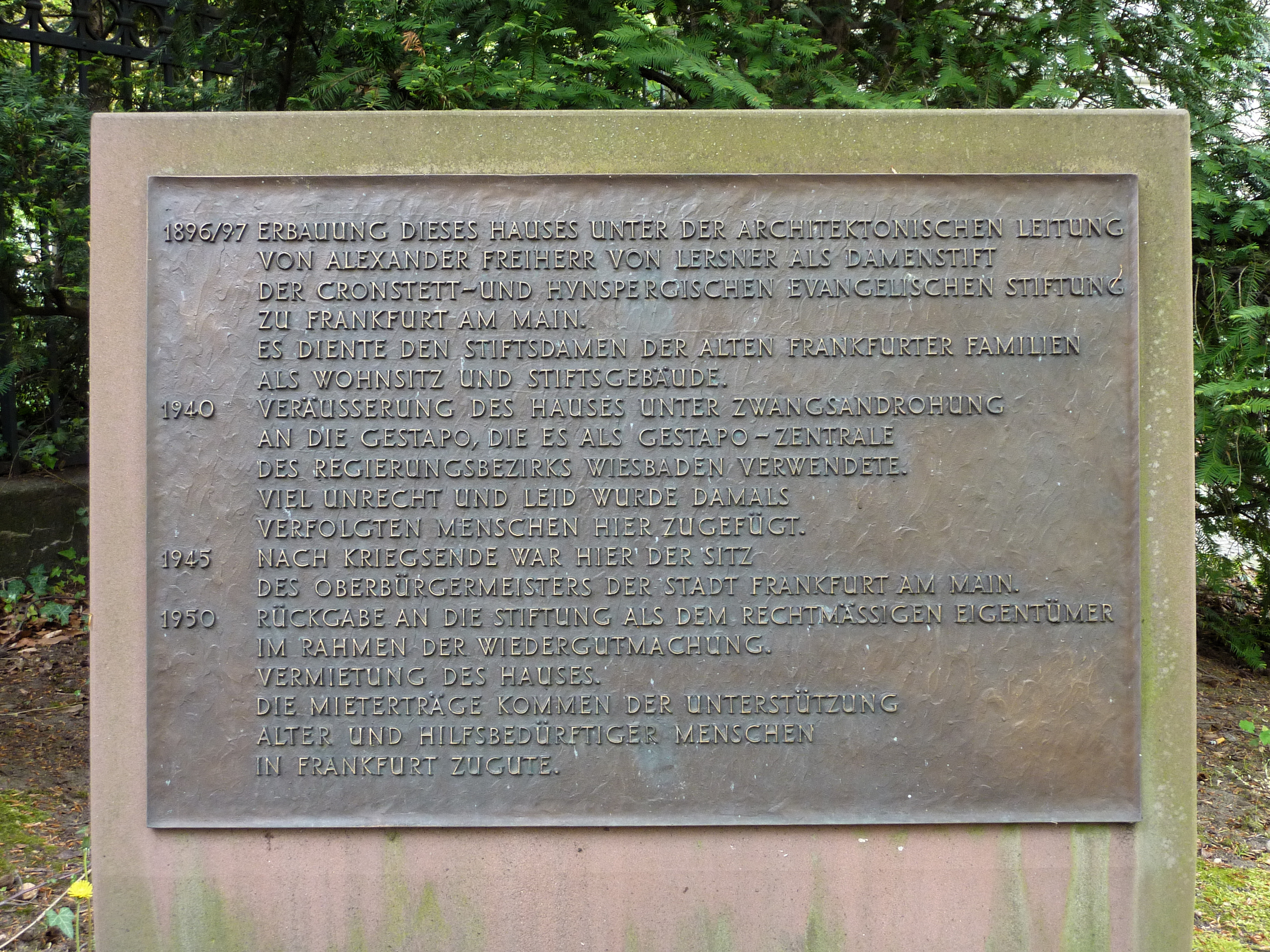
Gedenktafel am Haus mit Details zu dessen Geschichte

Das Gebäude Lindenstraße 27 in Frankfurt am Main, Stadtteil Westend-Süd, wurde in den 1890er Jahren als Wohnheim errichtet und später von wechselnden Nutzern als Bürogebäude genutzt. Es steht unter Denkmalschutz und ist heute Sitz der Digitalagentur SYZYGY.
Das Grundstück mit parkähnlichem Garten grenzt im Osten an die Lindenstraße, an der sich der Haupteingang befindet, im Westen an die Arndtstraße und im Süden an den Kettenhofweg. Der Westtrakt des Gebäudes mit eigenem Eingang hat die abweichende postalische Anschrift Arndtstraße 28.

## Bau- und Nutzungsgeschichte
Das Haus wurde 1896–1897 als Damenstift für die Cronstett- und Hynspergische evangelische Stiftung zu Frankfurt am Main nach Entwurf des Frankfurter Architekten Alexander von Lersner errichtet. Es war Sitz der Stiftung und Wohnheim für die Stiftsdamen aus alten Frankfurter Familien.
1940 wurde das Gebäude unter Zwangsandrohung an die Gestapo verkauft und von 1940 bis 1945 als Zentrale der Gestapo für den Regierungsbezirk Wiesbaden genutzt. Diese Zeit ist schlecht dokumentiert, da die Unterlagen der Gestapo kriegsbedingt größtenteils vernichtet wurden. Die Gestapo hatte ihren Sitz zuvor im Siemenshaus an der Gutleutstraße. Nach Umbauten zog die Gestapo am 1. April 1941 ein. Im Mai 1942 hatte die Gestapo Frankfurt 180 Mitarbeiter. Am 12. September 1944 wurde das Haus bei einem alliierten Luftangriff getroffen, und das Dachgeschoss brannte aus.
1945 wurde das Gebäude als Sitz des Frankfurter Oberbürgermeisters genutzt.
Nach der Rückgabe an die Cronstetten Stiftung wurde die Villa als Bürogebäude umgebaut und vermietet. Die Miet-Erträge dienen der Stiftung zur Finanzierung ihrer Aufgaben. Erster Mieter wurde die Kreditanstalt für Wiederaufbau. Später wurde das Haus vom Bankhaus Löbbecke und der Privatbank Merck, Finck & Co. genutzt. Derzeitiger Hauptmieter ist die Digitalagentur SYZYGY. Seit 1987 erinnert eine am Rand des Grundstücks zur Lindenstraße aufgestellte Gedenktafel an die Geschichte des Gebäudes.